# Gregorio Lavilla
Gregorio Lavilla Vidal (L'Hospitalet de l'Infant, 29 settembre 1973) è un dirigente sportivo e pilota motociclistico spagnolo, ritiratosi dall'attività agonistica, vincitore del British Superbike Championship nel 2005.

## Carriera

### Gli inizi
Il suo primi successi importanti risalgono al 1994 con la conquista dei titoli nazionali spagnoli nelle categorie Supersport e Sport Production, riuscendo anche ad esordire nel campionato mondiale Superbike, partecipando alla prova che si è svolta sul circuito di Albacete.
Ha iniziato invece la sua carriera nel motomondiale nella stagione 1995, disputata nella classe 250 su una Honda. Durante l'anno ottiene però solo due risultati a punti e si classifica al 32º posto. Nel 1996 prende parte al Thunderbike Trophy con una Yamaha, posizionandosi quattordicesimo nella classifica piloti con 40 punti. La sua presenza successiva nel mondiale è invece del 1998, quando disputa un gran premio in 500 con la Honda NSR 500 del team MoviStar Honda Pons come pilota sostitutivo. Grazie all'undicesimo posto ottenuto ed ai 5 punti derivanti, si piazza al 27º posto nella classifica stagionale.

### Mondiale Superbike
Prende parte ad alcune prove del campionato mondiale Superbike del 1996 e 1997, realizzando, nella sua prima stagione come pilota titolare, due posizionamenti sul podio nel 1998 con una Ducati 916 del team De Cecco Racing. Continua nello stesso campionato per tre anni in sella alla Kawasaki ZX-7RR ufficiale e poi due alla Suzuki del Team Alstare. Nel 2003 conclude il mondiale Superbike con un quinto posto nella classifica generale, ottenendo alcuni podi, senza però centrare delle vittorie; in questa circostanza risulta il miglior piazzato tra i piloti a non disporre di una Ducati.
La sua carriera nel mondiale riservato alle moto derivate dalla serie si interrompe alla fine del 2003 con il ritiro della Suzuki dalla competizione. Si ripresenta però nuovamente al via nel motomondiale 2004, questa volta in MotoGP su una GSV-R del team Suzuki MotoGP come pilota sostitutivo, ma nelle 4 occasioni in cui ha preso il via non ha ottenuto punti validi per la classifica iridata.

### British Superbike

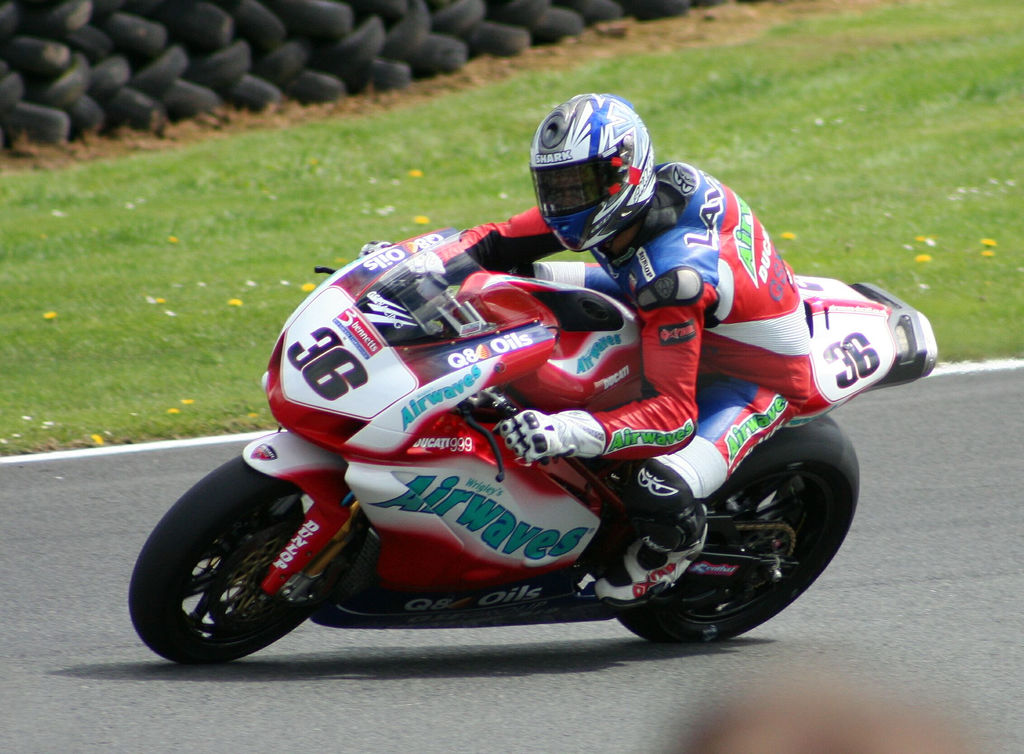
Lavilla sulla 999 a Oulton Park durante l'edizione 2005 del campionato britannico Superbike.

Nel 2005 è passato a competere nel campionato britannico Superbike in sella ad una Ducati, aggiudicandosi il titolo alla fine dell'anno. Nel 2006 continua nello stesso campionato confermato dal team Airwaves Ducati con la 999, classificandosi terzo nel campionato piloti con 377 punti, con otto vittorie e diversi piazzamenti sul podio.
La stagione successiva è ancora nel campionato anglosassone con la stessa moto e team, inizia vincendo le prime 4 gare in calendario ma in seguito non mantiene il primato terminando quarto nella classifica generale con 368 punti.

### Ultime stagioni
Nel 2008 ritorna a partecipare al mondiale Superbike con il team Ventaxia VK Honda in sella ad una CBR1000RR. Realizza punti in quasi tutte le gare (solo due volte ritirato) ma non ottiene risultati di rilievo, fermandosi al dodicesimo posto nel mondiale piloti con 135 punti.
Nel 2009 non riesce a trovare, inizialmente, alcun accordo con nessun team per iniziare il campionato ma, dopo 6 prove, viene ingaggiato dal team Guandalini Racing per sostituire l'infortunato Brendan Roberts. Il suo debutto con la Ducati 1098R avviene a Kyalami, per la prova Sud Africana. In questa breve parentesi mondiale partecipa a sole 4 prove (8 gare) marcando 12 punti che gli consentono di classificarsi ventottesimo nella graduatoria piloti. Sempre nel 2009, e con lo stesso team, è iscritto alla gara inaugurale del Campionato Italiano Superbike in qualità di pilota wild card. Dopo aver effettuato tutti i turni di prova, non prende parte al Gran Premio.
Dal 2019 ricopre l'incarico di direttore esecutivo del campionato mondiale Superbike per conto di Dorna Sports.

## Risultati in gara

### Campionato mondiale Superbike
| 1994 | Moto   |  |  |  |  |  |  |    |    |  |  |  |  |  |  |  |  |  |  |  |  |  |  |  |  |  |  |  |  | Punti | Pos. |
| ---- | ------ |  |  |  |  |  |  | -- | -- |  |  |  |  |  |  |  |  |  |  |  |  |  |  |  |  |  |  |  |  | ----- | ---- |
| 1994 | Yamaha |  |  |  |  |  |  | 17 | 17 |  |  |  |  |  |  |  |  |  |  |  |  |  |  |  |  |  |  |  |  | 0     |      |

| 1996 | Moto   |  |  |  |  |  |  |  |  |  |  |  |  |  |  |  |  |  |  |  |  |    |    |  |  |  |  |  |  | Punti | Pos. |
| ---- | ------ |  |  |  |  |  |  |  |  |  |  |  |  |  |  |  |  |  |  |  |  | -- | -- |  |  |  |  |  |  | ----- | ---- |
| 1996 | Yamaha |  |  |  |  |  |  |  |  |  |  |  |  |  |  |  |  |  |  |  |  | 11 | 12 |  |  |  |  |  |  | 9     | 32º  |

| 1997 | Moto   |  |  |  |  |    |    |    |    |  |  |  |  |  |  |     |     |  |  |   |     |  |  |  |  |  |  |  |  | Punti | Pos. |
| ---- | ------ |  |  |  |  | -- | -- | -- | -- |  |  |  |  |  |  | --- | --- |  |  | - | --- |  |  |  |  |  |  |  |  | ----- | ---- |
| 1997 | Ducati |  |  |  |  | 13 | 13 | NP | 13 |  |  |  |  |  |  | Rit | Rit |  |  | 7 | Rit |  |  |  |  |  |  |  |  | 18    | 26º  |

| 1998 | Moto   |    |    |     |     |    |     |   |     |     |   |     |   |   |     |    |     |     |     |    |   |     |     |    |    |  |  |  |  | Punti | Pos. |
| ---- | ------ | -- | -- | --- | --- | -- | --- | - | --- | --- | - | --- | - | - | --- | -- | --- | --- | --- | -- | - | --- | --- | -- | -- |  |  |  |  | ----- | ---- |
| 1998 | Ducati | 11 | 11 | Rit | Rit | 10 | Rit | 3 | Rit | Rit | 6 | Rit | 7 | 3 | Rit | 13 | Rit | Rit | Rit | 11 | 7 | Rit | Rit | 17 | 15 |  |  |  |  | 83,5  | 12º  |

| 1999 | Moto     |   |   |     |     |     |     |   |   |   |   |   |     |   |   |    |   |     |    |   |     |   |   |   |   |    |    |  |  | Punti | Pos. |
| ---- | -------- | - | - | --- | --- | --- | --- | - | - | - | - | - | --- | - | - | -- | - | --- | -- | - | --- | - | - | - | - | -- | -- |  |  | ----- | ---- |
| 1999 | Kawasaki | 8 | 6 | Rit | Rit | Rit | Rit | 6 | 4 | 8 | 7 | 4 | Rit | 7 | 5 | 12 | 8 | Rit | 10 | 5 | Rit | 9 | 7 | 6 | 8 | 14 | 16 |  |  | 156   | 8º   |

| 2000 | Moto     |   |   |   |   |    |    |    |     |   |     |  |  |  |  |  |  |  |  |    |   |     |     |   |   |   |   |  |  | Punti | Pos. |
| ---- | -------- | - | - | - | - | -- | -- | -- | --- | - | --- |  |  |  |  |  |  |  |  | -- | - | --- | --- | - | - | - | - |  |  | ----- | ---- |
| 2000 | Kawasaki | 6 | 5 | 7 | 4 | 10 | 10 | 11 | Rit | 6 | Rit |  |  |  |  |  |  |  |  | 12 | 8 | Rit | Rit | 2 | 4 | 9 | 5 |  |  | 133   | 10º  |

| 2001 | Moto     |   |   |   |   |     |    |   |    |   |     |    |    |   |    |   |   |    |     |     |    |    |   |    |   |   |   |  |  | Punti | Pos. |
| ---- | -------- | - | - | - | - | --- | -- | - | -- | - | --- | -- | -- | - | -- | - | - | -- | --- | --- | -- | -- | - | -- | - | - | - |  |  | ----- | ---- |
| 2001 | Kawasaki | 5 | 3 | 7 | 7 | Rit | AN | 6 | 19 | 4 | Rit | 10 | 13 | 6 | 16 | 4 | 3 | 12 | Rit | Rit | 14 | 11 | 7 | 12 | 9 | 7 | 6 |  |  | 166   | 10º  |

| 2002 | Moto   |   |     |   |   |     |    |    |    |   |   |     |    |   |     |    |   |    |    |    |    |   |   |   |     |   |   |  |  | Punti | Pos. |
| ---- | ------ | - | --- | - | - | --- | -- | -- | -- | - | - | --- | -- | - | --- | -- | - | -- | -- | -- | -- | - | - | - | --- | - | - |  |  | ----- | ---- |
| 2002 | Suzuki | 8 | Rit | 7 | 8 | Rit | 11 | 12 | 12 | 7 | 5 | Rit | 14 | 8 | Rit | 10 | 6 | NP | NP | 15 | 12 | 8 | 9 | 7 | Rit | 8 | 7 |  |  | 130   | 10º  |

| 2003 | Moto   |   |   |   |   |   |   |   |   |     |     |     |   |   |   |     |   |   |   |     |   |   |   |   |   |  |  |  |  | Punti | Pos. |
| ---- | ------ | - | - | - | - | - | - | - | - | --- | --- | --- | - | - | - | --- | - | - | - | --- | - | - | - | - | - |  |  |  |  | ----- | ---- |
| 2003 | Suzuki | 7 | 6 | 3 | 7 | 5 | 2 | 3 | 2 | Rit | Rit | Rit | 2 | 4 | 5 | Rit | 5 | 7 | 6 | Rit | 3 | 4 | 3 | 4 | 4 |  |  |  |  | 256   | 5º   |

| 2008 | Moto  |    |    |    |   |   |    |   |   |    |    |    |    |     |    |   |    |    |    |    |    |   |   |    |     |    |    |   |   | Punti | Pos. |
| ---- | ----- | -- | -- | -- | - | - | -- | - | - | -- | -- | -- | -- | --- | -- | - | -- | -- | -- | -- | -- | - | - | -- | --- | -- | -- | - | - | ----- | ---- |
| 2008 | Honda | 13 | 14 | 11 | 8 | 7 | 11 | 9 | 7 | 11 | 10 | 13 | 15 | Rit | 14 | 8 | 14 | 15 | 14 | 14 | 13 | 4 | 7 | 14 | Rit | 10 | 12 | 6 | 8 | 135   | 12º  |

| 2009 | Moto   |  |  |  |  |  |  |  |  |  |  |    |    |    |     |    |    |     |    |  |  |  |  |  |  |  |  |  |  | Punti | Pos. |
| ---- | ------ |  |  |  |  |  |  |  |  |  |  | -- | -- | -- | --- | -- | -- | --- | -- |  |  |  |  |  |  |  |  |  |  | ----- | ---- |
| 2009 | Ducati |  |  |  |  |  |  |  |  |  |  | 11 | 12 | 14 | Rit | 22 | 15 | Rit | 18 |  |  |  |  |  |  |  |  |  |  | 12    | 28º  |

| Legenda | 1º posto        | 2º posto            | 3º posto           | A punti      | Senza punti        | Grassetto – Pole position Corsivo – Giro più veloce |
| Legenda | Gara non valida | Non qual./Non part. | Ritirato/Non class | Squalificato | '-' Dato non disp. | Grassetto – Pole position Corsivo – Giro più veloce |

### Motomondiale
| 1995 | Classe | Moto  |    |    |     |    |    |    |    |    |    |    |     |    |     |  |  |  | Punti | Pos. |
| ---- | ------ | ----- | -- | -- | --- | -- | -- | -- | -- | -- | -- | -- | --- | -- | --- |  |  |  | ----- | ---- |
| 1995 | 250    | Honda | 15 | 22 | Rit | 23 | 18 | 22 | 15 | 18 | 22 | 18 | Rit | 19 | Rit |  |  |  | 2     | 32º  |

| 1996 | Classe             | Moto   |    |    |    |   |     |   |   |     |     |     |   |    |    |    |    |  | Punti | Pos. |
| ---- | ------------------ | ------ | -- | -- | -- | - | --- | - | - | --- | --- | --- | - | -- | -- | -- | -- |  | ----- | ---- |
| 1996 | Thunderbike Trophy | Yamaha | NE | NE | NE | 8 | Rit | 8 | 6 | Rit | Rit | Rit | 7 | NE | 11 | NE | NE |  | 40    | 14º  |

| 1998 | Classe | Moto  |  |  |  |  |  |  |  |  |    |  |  |  |  |  |  |  | Punti | Pos. |
| ---- | ------ | ----- |  |  |  |  |  |  |  |  | -- |  |  |  |  |  |  |  | ----- | ---- |
| 1998 | 500    | Honda |  |  |  |  |  |  |  |  | 11 |  |  |  |  |  |  |  | 5     | 27º  |

| 2004 | Classe | Moto   |  |  |  |  |     |  |  |  |  |     |  |  |  |  |    |    | Punti | Pos. |
| ---- | ------ | ------ |  |  |  |  | --- |  |  |  |  | --- |  |  |  |  | -- | -- | ----- | ---- |
| 2004 | MotoGP | Suzuki |  |  |  |  | Rit |  |  |  |  | Rit |  |  |  |  | 16 | 17 | 0     |      |

| Legenda | 1º posto        | 2º posto            | 3º posto            | A punti      | Senza punti        | Grassetto – Pole position Corsivo – Giro più veloce |
| Legenda | Gara non valida | Non qual./Non part. | Ritirato/Non class. | Squalificato | '-' Dato non disp. | Grassetto – Pole position Corsivo – Giro più veloce |